# Anisodus
Anisodus é um género botânico pertencente à família Solanaceae.